# 乌兰浩特站
乌兰浩特站是位于内蒙古自治区乌兰浩特市内的一个铁路车站，建于1931年，有白阿铁路经过该站，现办理客货运业务，有19班图定旅客列车在该站办客。车站距离白城站83公里，隶属中国铁路沈阳局集团有限公司白城车务段，是三等站。